# Karl Wedell-Wedellsborg (modstandsmand)
 Der er flere personer med dette navn, se Karl Wedell-Wedellsborg (1877-1964).
Karl baron Wedell-Wedellsborg (født 29. december 1915 på Williamsborg, død 23. marts 1945 i København) var dansk premierløjtnant i Livgarden og modstandsmand under Danmarks besættelse.
Han var tilknyttet Den lille Generalstab og blev arresteret af Gestapo den 7. oktober 1944. Under Shellhusbombardementet den 21. marts 1945 blev han såret og døde senere af sine skader.
Han var søn af baron og godsejer Hans Rudolph Gustav Wedell-Wedellsborg (1872-1954) og Estrid Moe født Fangel (1879-1963).
Carl Wedell-Wedellsborg er begravet på Ordrup Kirkegård. Han er mindet på mindetavlen i Shellhuset, på Kronborg Slot, på Rødkilde Gymnasium og på Frederiksberg Slot (Hærens Officersskole).